# كاياو
كاياو أو كالاو (بالإسبانية: Callao)‏ هي مدينة في البيرو. وهي أكبر وأهم الموانئ في البلاد، وتقع غرب العاصمة ليما، وهي ضمن منطقة ليما العمرانية التي تضم نحو ثلث سكان البلاد

## توأمة
لكاياو اتفاقيات توأمة مع كل من:
- فالبارايسو
- بايتا
- سانتا في (7 فبراير 1997 - )[10]

## أعلام
- غويلرمو ميلر
- سيغوندو كاستيلو فاريلا
- ماريو دي لاس كاساس
- كارلوس زامبرانو
- جيسي ويليام مور